# إدي أمبروز
إدي أمبروز (بالإنجليزية: Eddie Ambrose)‏ هو فارس أمريكي، ولد في 13 أبريل 1894 في الولايات المتحدة، وتوفي في 8 يونيو 1994.